# Mateo Vergara
Mateo Vergara Silva (Santiago, 1775 - † Santiago, 1819) era el hijo de Fernando María Vergara y Josefa Silva de Sanhueza.

## Actividades Públicas
- Firmó el Reglamento para el Arreglo de la Autoridad Ejecutiva Provisoria de Chile (1811).
- Integró la Junta Gubernativa del Reino (1811).
- Diputado por Talca, al primer Congreso Nacional de 1811.
- Miembro de la Junta Superior de Gobierno (1811).

Por razones de salud solicitó licencia para ausentarse del Congreso Nacional, siendo reemplazado por el suplente Juan de Dios Vial del Río, quien ocupó el cargo en propiedad.

- "Anales de la República: textos constitucionales de Chile y registros de los ciudadanos que han integrado los Poderes Ejecutivo y Legislativo, desde 1810", Luis Valencia Aravia, Editorial Andrés Bello, 1986, 2.ª Edición.

- José María de Rozas Lima y Melo - Biblioteca del Congreso Nacional.